# Nacional Táchira
Nacional Táchira war ein venezolanischer Fußballverein aus San Cristóbal. Der Verein wurde 1996 gegründet und 2003 aufgelöst. Größter Erfolg war der Gewinn der Meisterschaft 2001/02.

## Geschichte
Nacional Táchira wurde 1996 von dem Politiker Sergio Omar Calderón gegründet, um im Bundesstaat Táchira einen Fußballverein zu haben, nachdem der in den 1980er Jahren zweimalige Meister Atlético San Cristóbal aufgelöst worden war. Da Unión Deportiva Lara aus der Primera División 1996 zurückzog, übernahm Nacional Táchira diesen Erstligaplatz. In der Saison 2001/02 folgte der größte Erfolg in der Klubgeschichte. Nach einem vierten Platz in der Apertura gelang dem Team die Clausura-Meisterschaft und es spielte gegen Apertura-Meister Estudiantes de Mérida um den Meistertitel. Nach zwei Unentschieden in Hin- und Rückspiel sicherte sich Nacional Táchira den Titel im Elfmeterschießen. Anschließend ging es mit dem Verein schnell bergab. In der Copa Libertadores 2003 schied das Team in der Gruppenphase nach einem Sieg und fünf Niederlagen als Letzter aus und war Sinnbild für die Probleme des Klubs, der in der Clausura 2003 nicht mehr antrat. Noch im selben Jahr wurde der Verein trotz Verkaufs an einen italienischen Geschäftsmann aufgelöst.

## Stadion
Nacional Táchira trug seine Heimspiele im Estadio Polideportivo de Pueblo Nuevo, das eine Kapazität von 39.000 Zuschauern hat, aus. Das 1976 eröffnete Stadion wurde 2007 renoviert und ist heute Heimspielstätte von Deportivo Táchira FC.

## Erfolge
- Venezolanischer Meister: 2001/02

## Bekannte ehemalige Spieler
- Juan García (* 1970)
- Giancarlo Maldonado (* 1982)